# 玉縄
玉縄（たまなわ）は神奈川県鎌倉市玉縄地域、および同地域に含まれる地名。現行行政地名は玉縄一丁目から玉縄五丁目。住居表示未実施区域。

## 地理・歴史
地名の由来は不詳である。天養2年（1145年）2月3日の官宣旨案に大庭御厨の四至として「東玉縄御庄堺俣野川」とあり、平安時代末期に同名の荘園があったと確認されている。玉縄荘の位置は、現在の片瀬川を境にして大庭御厨の東側、現在の玉縄付近を中心とした地域と考えられている。
応永3年（1396年）に小山若犬丸の乱に際し、相州玉縄の住人である瀬河兵衛宗泰という人物が活躍した（『鎌倉公方九代記』）。
永正9年（1512年）、北条早雲により現在の城廻に玉縄城が築城される。当初は三浦半島の三浦氏を攻略するために建築されたが、堅牢な城であり、永正15年（1518年）の上杉朝興、大永6年（1526年）の里見実堯、永禄4年（1561年）の上杉謙信の攻撃を撃退している。天正18年（1590年）の豊臣秀吉による小田原征伐で徳川家康軍に包囲され、籠城の末に開城した。
江戸時代には玉縄藩として本多正信が領主となり、その後大河内松平家が領有し、玉縄城跡の麓に玉縄陣屋が置かれるが、3代目の正久の時に上総国大多喜藩へ転封となり、天領とされ玉縄陣屋は廃城となった。
明治22年（1889年）4月の町村制施行により、玉縄村が誕生（現玉縄地域に当たる）。昭和8年（1933年）4月2日、大船町へ編入され、昭和23年に鎌倉市へ編入された。
昭和60年（1985年）の住居表示により、それまで岡本、関谷、城廻のそれぞれ一部分であった地域が、玉縄一-五丁目となった（玉縄城は含まれない）。

### 地価
住宅地の地価は、2022年（令和4年）7月1日の公示地価によれば、玉縄5丁目28番6の地点で17万2000円/m2となっている。

## 世帯数と人口
2023年（令和5年）9月1日現在（鎌倉市発表）の世帯数と人口は以下の通りである。
| 丁目       | 世帯数    | 人口    |
| ---------- | --------- | ------- |
| 玉縄一丁目 | 663世帯   | 1,369人 |
| 玉縄二丁目 | 724世帯   | 1,666人 |
| 玉縄三丁目 | 238世帯   | 567人   |
| 玉縄四丁目 | 254世帯   | 616人   |
| 玉縄五丁目 | 452世帯   | 1,112人 |
| 計         | 2,331世帯 | 5,330人 |

### 人口の変遷
国勢調査による人口の推移。
| 年                 | 人口  |
| ------------------ | ----- |
| 1995年（平成7年）  | 4,716 |
| 2000年（平成12年） | 4,898 |
| 2005年（平成17年） | 5,373 |
| 2010年（平成22年） | 5,420 |
| 2015年（平成27年） | 5,344 |
| 2020年（令和2年）  | 5,424 |

### 世帯数の変遷
国勢調査による世帯数の推移。
| 年                 | 世帯数 |
| ------------------ | ------ |
| 1995年（平成7年）  | 1,727  |
| 2000年（平成12年） | 1,884  |
| 2005年（平成17年） | 2,083  |
| 2010年（平成22年） | 2,181  |
| 2015年（平成27年） | 2,167  |
| 2020年（令和2年）  | 2,303  |

## 学区
市立小・中学校に通う場合、学区は以下の通りとなる（2017年7月時点）。
| 丁目       | 番地                                                                                 | 小学校             | 中学校             |
| ---------- | ------------------------------------------------------------------------------------ | ------------------ | ------------------ |
| 玉縄一丁目 | 全域                                                                                 | 鎌倉市立玉縄小学校 | 鎌倉市立玉縄中学校 |
| 玉縄二丁目 | 1～8、9-1～5 9-17～19・-48～64 457-1～30、460-1～636                                 | 鎌倉市立玉縄小学校 | 鎌倉市立玉縄中学校 |
| 玉縄二丁目 | 9-6～16・-21 9-23～28・-30・-36 9-39～47、10～27 31-8～9、37-1・-12～14 38-1・-5～11 | 鎌倉市立関谷小学校 | 鎌倉市立玉縄中学校 |
| 玉縄三丁目 | 全域                                                                                 | 鎌倉市立玉縄小学校 | 鎌倉市立玉縄中学校 |
| 玉縄四丁目 | 全域                                                                                 | 鎌倉市立関谷小学校 | 鎌倉市立玉縄中学校 |
| 玉縄五丁目 | 全域                                                                                 | 鎌倉市立関谷小学校 | 鎌倉市立玉縄中学校 |

## 事業所
2021年（令和3年）現在の経済センサス調査による事業所数と従業員数は以下の通りである。
| 丁目       | 事業所数 | 従業員数 |
| ---------- | -------- | -------- |
| 玉縄一丁目 | 35事業所 | 356人    |
| 玉縄二丁目 | 22事業所 | 138人    |
| 玉縄三丁目 | 12事業所 | 24人     |
| 玉縄四丁目 | 12事業所 | 347人    |
| 玉縄五丁目 | 17事業所 | 39人     |
| 計         | 98事業所 | 904人    |

### 事業者数の変遷
経済センサスによる事業所数の推移。
| 年                 | 事業者数 |
| ------------------ | -------- |
| 2016年（平成28年） | 77       |
| 2021年（令和3年）  | 98       |

### 従業員数の変遷
経済センサスによる従業員数の推移。
| 年                 | 従業員数 |
| ------------------ | -------- |
| 2016年（平成28年） | 541      |
| 2021年（令和3年）  | 904      |

## 施設

### 寺社・旧跡
- 玉泉寺
- 金剛寺
- 岡本神社

### 学校
- 栄光学園中学校・高等学校

## その他

### 日本郵便
- 郵便番号 : 247-0071[3]（集配局 : 大船郵便局[19]）。

## 関連文献
- 河井恒久 等編 編「巻之三 玉縄村」『新編鎌倉志』 第5冊、大日本地誌大系刊行会〈大日本地誌大系〉、1915年、79頁。NDLJP:952770/54。